# René Henriksen
René Henriksen (født 27. august 1969) er dansk fodboldspiller (forsvarspiller). Han optrådte på A-landsholdet i 66 kampe (35 sejre, 16 uafgjorte og 15 nederlag) uden scoringer, og han var anfører i 25 landskampe. Han blev kåret til Årets Fodboldspiller i Danmark i 2000. I juni 2006 valgte Henriksen at stoppe sin professionelle fodboldkarriere efter 375 kampe (34 mål) for Akademisk Boldklub og over 200 kampe for det græske storhold Panathinaikos.

## Klubkarriere
- 1975-1992: Måløv Boldklub (ungdom)
- 1992-1999: Akademisk Boldklub
- 1999-2005: Panathinaikos (Grækenland), Ethnikí Katigoria
- 2005-2006: Akademisk Boldklub, 1. division